# Ayn Qadib
Ayn Qadib (tiếng Ả Rập: عين قضيب; cũng đánh vần Ein Qadib) là một ngôi làng Syria thuộc phó huyện al-Qadmus của huyệnBaniyas ở tỉnh Tartous. Nó nằm giữa Masyaf ở phía đông và Kaf al-Jaa ở phía tây. Theo Cục Thống kê Trung ương Syria (CBS), Ayn Qadib có dân số 630 trong cuộc điều tra dân số năm 2004.